# Mubende
Mubende est une ville, capitale du district de Mubende, en Ouganda.

## Personnalité liée
- Sarah Kiguli, pédiatre née en 1962.

## Source
- (en) Cet article est partiellement ou en totalité issu de l’article de Wikipédia en anglais intitulé « Mubende » (voir la liste des auteurs).